# Ізотерма сорбції
Ізоте́рма со́рбції — представлена графічно залежність концентрації речовини в нерухомій фазі від його концентрації в рухомій при постійній температурі. Кут нахилу ізотерми сорбції визначає коефіцієнт розподілу речовини між фазами.